# Лагуна дел Карбон
Лагуна дел Карбон (на испански: Laguna del Carbón) е солено езеро в Патагонската пустиня в провинция Санта Крус, Аржентина.
Това е най-ниската точка на западното и южното полукълбо – намира се на 105 метра под морското равнище и е 7-ата най-ниска точка на Земята.
Разположено е на 54 km от град Пуерто Сан Хулиан. Както и в други части на Патагония, тук могат да се намерят вкаменелости от динозаври.